# Mark McGrath
Mark Sayers McGrath (Hartford, 15 de Março de 1968) é o vocalista da banda de rock Sugar Ray.

## Infância e Carreira
McGrath nasceu em Hartford, Connecticut, quando tinha 8 anos de idade, ele e sua família se mudou para Newport Beach, Califórnia, a carreira começou no ano de 1988, quando ainda estava no ensino médio, na Universidade do Sul da Califórnia, foi lá que montou sua banda que mais tarde tornaria umas das bandas mais consagradas dos anos 90, no começo da carreira, a banda chamava-se Shrinky Dinx, mais tarde ela tornou-se Sugar Ray. Em 1994, a banda teve o contrato assinado pela gravadora Atlantic Records e dois anos depois, a banda lançou seu primeiro sucesso Fly. Mark já apareceu nas revistas Rolling Stone, National Magazine e Spin. McGrath. Em 1999, a banda seguia produzindo músicas pop- clássicas incluindo na faixa: Someday, Falls Apart, os hits tornavam-se um sucesso, e em 2001 a banda lançou um single When It’s Over, tendo estreia top 10 na Billboard 200. A banda já fizeram aparições em programas de TV ao vivo incluindo: NBC Today, The Tonight Show with Jay Leno, Late Night with Conan O'Brien, CBS, Late Show with David Letterman, The Late Late Show with Craig Kilborn and Craig Ferguson, ABC’s LIVE, Regis & Kelly, MTV’s 120 Minutes, The Grind, The Jon Stewart Show, the nationally syndicated Rosie O’Donnell Show, Wendy Williams Show, Ellen DeGeneres Show, e entre outros programas.  McGrath contribuiu com a faixa "Reaching Out" no álbum Strait Up, um tributo dedicado ao falecido vocalista Lynn Strait, até hoje ele exibe uma tatuagem em sua homenagem. Ele apareceu no vídeo "Filho de Anjo", outra canção escrita para o álbum por Sevendust e realizado uma apresentação da banda durante a sua aparição no programa The Tonight Show com Jay Leno. Em 2012, McGrath junto com Art Alexakis do grupo Everclear organizaram uma tour chamada Summerland, que incluia não só a participação da banda mas contou com várias bandas: Everclear , Lit ,Marcy Playground e Gin Blossoms. Então McGrath e Alexakis decidiu dividir a parceria em 2013, e formaram o "Under the Sun Tour" com Sugar Ray, Smash Mouth, Gin Blossoms, Vertical Horizon e Fastball.
Em 2015, Mark confirmou que lançará um disco solo.

## Carreira na TV
Com sua inteligência inata, charme fácil, e conhecimento da cultura pop, McGrath também foi também uma personalidade da TV. Entre seus inúmeros créditos estão como co-apresentador do programa de notícias de entretenimento Extra, e como o anfitrião de uma parada de programas, incluindo Secret Fashion Show da Victoria, Radio Music Awards da NBC, Rock N 'Jock da MTV, os anuais Prêmios World Music Awards , duas temporadas de The CW do The Pussycat Dolls Present, e o nacionalmente sindicado não esquece o Lyrics! Um tricampeão no Rock & Roll Jeopardy da VH1, McGrath também apareceu em séries de grande sucesso como American Idol da Fox, da NBC The Celebrity Apprentice (Temporada 4), Law & Order, da NBC: Special Victims Unit, FCU da NBC: Fact Checkers Unit , Celebrity Wife swap ABC, e o penúltimo episódio foi da NBC The Office.